# Macedón Wikipédia
A Macedón Wikipédia (macedón nyelven Македонска Википедија) a Wikipédia projekt macedón nyelvű változata, egy szabadon szerkeszthető internetes enciklopédia. A wikipédia 2003 szeptemberében indult el és 2007-ben már több mint 10 000 szócikket tartalmazott.

## Mérföldkövek
- 2003. szeptember - elindul az oldal
- 2007 - elkészül a 10 000. szócikk
- 2019. május 1. - elkészül a 100 000. szócikk
- Jelenlegi szócikkek száma: 112 664 (2021. február 26.)